# Vivendo e Não Aprendendo
Vivendo e Não Aprendendo é o segundo álbum da banda de rock brasileira Ira!, lançado pela WEA em agosto de 1986. O álbum foi gravado entre maio e junho de 1986, no estúdio Nas Nuvens, (Rio de Janeiro) e as faixas 9 e 10 gravadas ao vivo na Brodway, em (São Paulo) em 3 de maio de 1986. Posteriormente, em dezembro de 2000, foi remasterizado e lançado em CD (foi a 2ª edição do disco no referido formato). Na época, era vendido por 85,00 Cz$ (cruzados). Este álbum entrou na lista dos 100 maiores discos da música brasileira pela Rolling Stone Brasil. ficando na 94ª posição.

## História

### Gravação
Vivendo e Não Aprendendo foi o disco de maior sucesso crítico e commercial do Ira! até o lançamento do Acústico MTV em 2004. O disco de 1986, segundo o jornalista Ricardo Alexandre em seu livro Dias de Luta (cujo nome foi tirado de um dos sucessos deste álbum), vendeu 180 mil exemplares à época de seu lançamento, apesar de outras fontes divergirem quanto à isto (estimando as vendas entre 150 e 250 mil cópias). Por mais de dez anos, foi o único álbum do Ira! a ter alcançado o status de disco de ouro.
As gravações de Vivendo e Não Aprendendo foram marcadas por desentendimentos entre os membros do Ira! e o produtor Liminha. O grupo desejava um padrão sonoro para o álbum que lembrasse o do conjunto inglês The Jam, uma de suas mais notórias influências, porém Liminha julgava esta sonoridade como "desafinada". Após a gravação de "Flores em Você", Liminha perguntou sarcasticamente a Nasi: "e aí, qual é a sensação de cantar acompanhado de um conjunto afinado?", se referindo ao quarteto de cordas. As discordâncias estéticas, provocações e constante interferência de Liminha no processo criativo do grupo criaram tensões que necessitaram a transferência da gravação e mixagem do Rio de Janeiro (no estúdio Nas Nuvens) para São Paulo, ficando sob a supervisão do velho conhecido Pena Schmidt.
"Flores em Você" foi construída a partir de um arranjo de um quarteto de cordas acompanhados pelo vocal de Nasi e violão por Edgard Scandurra. Foi tema de abertura da novela global O Outro, tendo sido a 13ª canção mais executada nas rádios brasileiras no ano de 1987. "Flores em Você" tem um arranjo altamente influenciado por "Eleanor Rigby" dos Beatles e por "Smithers-Jones" do The Jam. A gravação da música rompeu definitivamente a relação da banda com Liminha.
"Gritos na Multidão" e "Pobre Paulista", gravadas para o obscuro compacto de estreia da banda em 1984, reapareceram em Vivendo e Não Aprendendo; o Ira! concordou em incluir registros ao vivo das músicas para não fazer playback das mesmas em programas de televisão. Uma demo de "Pobre Paulista" aparece como faixa bônus da segunda edição em CD do álbum, lançada em 2000.

### Divulgação
O show de lançamento do LP foi apresentado na Praça do Relógio no campus da USP, em 11 de outubro de 1986, diante de uma plateia estimada em 40 mil pessoas incluindo Renato Russo e Paula Toller (vocalistas da Legião Urbana e Kid Abelha respectivamente), com abertura das bandas Vultos e Violeta de Outono. O êxito do disco é atribuído a três faixas: "Envelheço na Cidade", "Dias de Luta", e "Flores em Você".
Em 1986, o Ira! se recusou a participar do especial de Natal do programa Cassino do Chacrinha por considerar humilhante a exigência de que todos os artistas convidados usassem gorros de Papai Noel no programa. Em sua biografia A Ira de Nasi, publicada em 2012, o vocalista comentou que a "gota d'água" foi ver o cantor Byafra levando uma bronca de Chacrinha por tirar o gorro da cabeça durante a sua apresentação.
O Ira! fez uma polêmica apresentação em 6 de janeiro de 1988, na primeira edição do festival Hollywood Rock. Ao chegar no Rio, o Ira! estava preparado para ensaiar no estúdio Nas Nuvens (de propriedade de Liminha, o desafeto da banda na época); porém, o local já estava ocupado pelos Titãs, escalados para tocar no mesmo dia. A situação deixou os membros nervosos sobre o próprio show, que iniciou com 35 minutos de atraso. A pouca receptividade do público e problemas no sistema de som também atrapalharam o desempenho do Ira! no palco. Antes da execução da última música do show, "Pobre Paulista", os amplificadores foram desligados; enfurecido, Scandurra destruiu a própria guitarra no palco. Mesmo assim, o Ira! voltou para a edição de São Paulo do Hollywood Rock na semana seguinte e fez um show sem maiores transtornos. Até a terceira edição do Rock In Rio, em 2001, esta foi a última apresentação do Ira! em um grande festival de música.

### Capa
A capa do disco traz quatro desenhos de cada um dos integrantes, cada um assinado por uma pessoa diferente: Ana Ciça (André Jung), Dora Longo Bahia (Edgard), Paulo Monteiro (Ricardo Gaspa) e Camila Tajber (Nasi). A ilustração de Ana foi a primeira a ser feita, seguida pela de Dora; foi só aí que a banda decidiu encomendar ilustrações dos outros dois integrantes e compor uma capa com elas.
A fonte usada no encarte imita a fonte usada pela editora Ebal em suas publicações de quadrinhos. Também no encarte, trechos da partitura usada pelo quarteto de cordas em "Flores em Você" estão espalhados.
Na reprodução da letra de "Nas Ruas", a palavra "cifrão" aparece grafada como "$ifrão"; a banda havia redigido a letra soletrando a palavra "cifrão" com "s" em vez de "c". Para disfarçar, desenharam traços em cima do "s" para imitar o símbolo financeiro.
O nome do disco aparece somente na contracapa.

### Polêmica sobre "Pobre Paulista"
Lado A do compacto, "Pobre Paulista" foi composta por Edgard Scandurra aos 17 anos, consistindo numa crítica à opressão dos governantes de sua cidade natal. Mas a canção causou polêmica pelos versos da terceira estrofe que, superficialmente, passam a ideia de bairrismo e preconceito contra as populações de migrantes provenientes de outras regiões do Brasil que encontram residência e trabalho em São Paulo - notadamente, indivíduos oriundos das regiões Norte e Nordeste 
| “ | Não quero ver mais essa gente feia / Não quero ver mais os ignorantes / Eu quero ver gente da minha terra / Eu quero ver gente do meu sangue. | ” |
Edgard e Nasi negaram as acusações, atestando que o trecho não tinha conotações fascistas e sim uma crítica "camuflada" a apoiadores da ditadura militar brasileira.

## Alinhamento de faixas
Todas as faixas compostas por Edgard Scandurra, exceto onde estiver indicado.

### Lado A
| N.º | Título                | Compositor(es)                | Duração |  |
| 1.  | "Envelheço na Cidade" |                               | 3:17    |  |
| 2.  | "Casa De Papel"       |                               | 3:36    |  |
| 3.  | "Dias de Luta"        |                               | 4:26    |  |
| 4.  | "Tanto Quanto Eu"     | Scandurra, Gasparini          | 2:50    |  |
| 5.  | "Vitrine Viva"        | Scandurra, Luis Arnaldo Braga | 2:20    |  |

### Lado B
| N.º | Título                                   | Compositor(es)       | Duração |  |
| 6.  | "Flores em Você"                         |                      | 1:54    |  |
| 7.  | "Quinze Anos (Vivendo E Não Aprendendo)" | Scandurra, Gasparini | 2:40    |  |
| 8.  | "Nas Ruas"                               |                      | 4:17    |  |
| 9.  | "Gritos Na Multidão"                     |                      | 3:08    |  |
| 10. | "Pobre Paulista"                         |                      | 4:57    |  |

### Faixas bônus (Edição remasterizada, 2000)
| N.º | Título                     | Compositor(es)       | Duração |  |
| 11. | "Não Pague Pra Ver" (demo) |                      | 2:50    |  |
| 12. | "Flores em Você" (demo)    |                      | 2:37    |  |
| 13. | "Pobre Paulista" (demo)    |                      | 4:30    |  |
| 14. | "Nasci em 62" (demo)       |                      | 2:05    |  |
| 15. | "Tanto Quanto Eu" (demo)   | Scandurra, Gasparini | 2:47    |  |

## Formação
- Nasi - vocal
- Edgard Scandurra - guitarra, violão e vocal
- Ricardo Gaspa - baixo
- André Jung - bateria

### Participações especiais
- Mathias Capovilla: Trombone (em "Nas Ruas")
- Ana Maria Machado: Guitarra (em "Gritos na Multidão" e em "Pobre Paulista")
- Sergio Luiz: guitarra solo

### Cordas em "Flores em Você"
- Jaques Morelenbaum: Violoncelo
- Michel Bessler: Violoncelo
- Bernardo Bessler: Violoncelo